# Jeff Maleko
Jeff Maleko is een Tuvaluaans voetballer die uitkomt voor Nauti FC.
In 2011 deed Jeff mee met het Tuvaluaans zaalvoetbalteam bij Oceanian Futsal Championship 2011, hij speelde vier wedstrijden.
1 Tailolo ·
2 Sogivalu ·
3 Taukatea ·
4 Lepaio ·
5 Maleko ·
6 Petaia ·
7 Ionatana ·
8 Uaelesi ·
9 Petaia ·
10 Panapa ·
11 Tiute ·
12 Timuani ·
Coach: Vave